# Institut nacionalnog pamćenja
Institut nacionalnog pamćenja (slovački Ústav pamäti národa) slovačka javna je ustanova koja ima za cilj osigurati pristup neobjavljenim zapisima aktivnosti bivših komunističkih represivnih organa (tajne policije) Slovačke i Čehoslovačke države u razdoblju ugnjetavanja pučanstva u godinama 1939. – 1989.
Institutu imaju pristup žrtve, bivši disidenti i široka javnost.

## Povezeni članci
- dekomunizacija
- Baršunasta revolucija
- Ured za dokumentaciju i istraživanje zločina komunizma

## Vanjske poveznice
- Službena stranica